# De avonturen van Okkie Trooy
De avonturen van Okkie Trooy was een Nederlands kinderprogramma dat van 29 september 1962 tot 9 mei 1964 door de AVRO werd uitgezonden.

## Concept
Okkie Trooy (woordspeling op octrooi) is een uitvinder en eigenlijk is zijn enige uitvinding een koffertje dat, als hij het zelf opent, vol zit met krentenbollen, maar als iemand anders het koffertje opent is het leeg.
Samen met zijn assistent Nono en huishoudster Rozemarijntje woont Okkie Trooy in het dorpje Kukelton. Op zekere dag wordt hij op raadselachtige wijze samen met Nono naar de planeet Fabelonië geflitst. De enige die hen kan helpen terug te keren naar Kukelton is de Geheimzinnige Ips. Op zoek naar de Geheimzinnige Ips maken Okkie en Nono veel omzwervingen waarbij ze bijzondere Fabeloniërs tegenkomen en spannende avonturen beleven. Zo hebben ze een ontmoeting met Koningin Fifi die een beetje raar is en maken ze kennis met een wel heel betoverende Loki-Loki. Uiteindelijk vinden ze de Geheimzinnige Ips. Als ze opnieuw op avontuur gaan krijgen ze te maken met de Floepmachine.

## Rolverdeling
| Personage                                 | Acteur/actrice     |
| ----------------------------------------- | ------------------ |
| Okkie Trooy                               | Jaap Maarleveld    |
| Assistent Nono                            | Louis Bongers      |
| Rozemarijntje                             | Nanni Vermeer      |
| Loki Loki                                 | Simone Rooskens    |
| Loki Loki                                 | Herbert Joeks      |
| Vleer de visserman                        | Siem Vroom         |
| Guppie de vrouw van Vleer                 | Karin Haage        |
| Meneer Jeronymus                          | Piet Hendriks      |
| Burgemeester van Kukelton                 | Willy Ruys         |
| Fabelonische Marskramer\Geheimzinnige Ips | Julien Schoenaerts |
| Mannetje Wegwijs                          | Jack Horn          |
| Knoek                                     | Jan Apon           |
| Olivarius                                 | John Leddy         |
| De Vergulde Kikvors                       | Rudi Falkenhagen   |
| Fabelonische grenswachter                 | Stefan Felsenthal  |
| Prins Zero                                | Lucas Wensing      |
| Fabelwachter Knikkebol                    | Huib Rooymans      |
| Majoor Fabelwachter                       | Gerard Heystee     |
| Koningin Fifi van Fabelonië               | Diny de Neef       |
| De wentelwiekpiloot                       | Hans van Oort      |

## Seizoenen
| Seizoen | Afleveringen | Uitzendingen                    |
| ------- | ------------ | ------------------------------- |
| 1       | 18           | 29 september 1962 - 8 juni 1963 |
| 2       | 9            | 28 september 1963 - 9 mei 1964  |

## Afleveringen

### Seizoen 1
| Aflevering (Seizoen) | Aflevering (Serie) | Titel                                  | Uitzenddatum      |
| -------------------- | ------------------ | -------------------------------------- | ----------------- |
| 1                    | 1                  | Naar Fabelonië                         | 29 september 1962 |
| 2                    | 2                  | De hulp van Boekieboem                 | 27 oktober 1962   |
| 3                    | 3                  | In de stad Cijfer                      | 7 november 1962   |
| 4                    | 4                  | In dienst van oom Krakeling            | 24 november 1962  |
| 5                    | 5                  | Prins Zero krijgt zijn kasteel         | 5 december 1962   |
| 6                    | 6                  | Kziewat en Tzouwat, de zwervelaars     | 22 december 1962  |
| 7                    | 7                  | Titel onbekend                         | 9 januari 1963    |
| 8                    | 8                  | In Karakoelikas                        | 19 januari 1963   |
| 9                    | 9                  | Meneer Jeronymus ontdekt een planeet   | 6 februari 1963   |
| 10                   | 10                 | De fabelduitendief                     | 16 februari 1963  |
| 11                   | 11                 | De fabelduitendief (vervolg)           | 6 maart 1963      |
| 12                   | 12                 | Op bezoek bij de Sajapiti-indianen     | 16 maart 1963     |
| 13                   | 13                 | Krentebollen voor de grote griezelbeer | 30 maart 1963     |
| 14                   | 14                 | Een dokter uit Kukelton                | 13 april 1963     |
| 15                   | 15                 | In de Fabelonische ijswoestijn         | 27 april 1963     |
| 16                   | 16                 | Okkie vangt een luistervink            | 11 mei 1963       |
| 17                   | 17                 | Op weg naar de Geheimzinnige Ips       | 29 mei 1963       |
| 18                   | 18                 | Het slot van Ips                       | 8 juni 1963       |

### Seizoen 2
| Aflevering (Seizoen) | Aflevering (Serie) | Titel                                  | Uitzenddatum      |
| -------------------- | ------------------ | -------------------------------------- | ----------------- |
| 1                    | 19                 | De floepmachine                        | 28 september 1963 |
| 2                    | 20                 | Op het eiland van Knoek                | 26 oktober 1963   |
| 3                    | 21                 | Op avontuur met Okkie Trooy            | 23 november 1963  |
| 4                    | 22                 | De haarplaag                           | 21 december 1963  |
| 5                    | 23                 | De man met de vele gezichten           | 18 januari 1964   |
| 6                    | 24                 | De man met de vele gezichten (vervolg) | 15 februari 1964  |
| 7                    | 25                 | Een paard van hout                     | 14 maart 1964     |
| 8                    | 26                 | De dubbelganger                        | 11 april 1964     |
| 9                    | 27                 | De piloot van de burgemeester          | 9 mei 1964        |

## Wetenswaardigheden
Toen actrice Annet Malherbe in 2010 te gast was in het VPRO-programma Zomergasten wilde ze een stukje uit Okkie Trooy zien, omdat dit een van de weinige jeugdseries was waarvan ze zich nog iets herinnerde. Uiteindelijk was ze na het fragment gezien te hebben zwaar teleurgesteld in de kwaliteit van het programma, en dan in het bijzonder de schamele inhoud van het koffertje met krentenbollen.